# Bulldok
Bulldok (coréen : 불독; stylisé BULLDOK), est un girl group sud-coréen formé en 2016 par Kconic Entertainment. Le groupe se compose de quatre membres : Sora, Genie, Say, et Kimi. Elles ont officiellement fait leur début le 20 octobre 2016 avec leur single Why Not. Le 21 décembre 2016, Billboard les a nommées comme étant l'un des "10 meilleurs nouveaux groupes K-pop de 2016".

## Histoire

### Pré-début
De 2014 à 2015, la membre Kimi était active en tant que membre temporaire dans le girl group sud-coréen Scarlet, sous son vrai nom Minji, en remplacement de l'ancienne membre Yerim après son départ du groupe.
Au début de 2016, les membres Genie, Kimi, Say et Hyeongeun ont représenté Kconic Entertainment dans le programme de survie Produce 101 de Mnet. Say a fini à la 43e place, Kimi a la 44e place et Genie à la 54e place. Pendant le programme, Hyeongeun a sorti la chanson "Don't Matter" dans le cadre de Splendid Rivers & Mountains pour le mini-album, 35 Girls 5 Concepts. Elle a finalement été éliminée à la 33e.

### Depuis 2016: débuts avecWhy Not
Le 14 octobre 2016, KCONIC Entertainment a annoncé que Genie, Kimi, Say et Hyeongeun, qui participaient à Produce 101, avaient été rejoint par la stagiaire Sora et devraient débuter sous le nom de Bulldok le 20 octobre avec le single "Why Not",,.

## Membres
| Nom de scène | Nom de scène | Nom de naissance | Nom de naissance | Date de naissance | Nationalité  | Position                                                                        |
| Romanisé     | Coréen       | Romanisé         | Coréen           | Date de naissance | Nationalité  | Position                                                                        |
| ------------ | ------------ | ---------------- | ---------------- | ----------------- | ------------ | ------------------------------------------------------------------------------- |
| Sora         | 소라         | Park So-ra       | 박소라           | 6 juin 1990       | Corée du Sud | Chanteuse principale                                                            |
| Genie        | 지니         | Lee Jin-hee      | 이진희           | 28 septembre 1991 | Corée du Sud | Chanteuse secondaire                                                            |
| Kimi         | 키미         | Kim Min-ji       | 김민지           | 20 janvier 1993   | Corée du Sud | Leader, rappeuse secondaire                                                     |
| Say          | 세이         | Park Se-hee      | 박세희           | 17 mai 1993       | Corée du Sud | Chanteuse secondaire, rap                                                       |
| Hyeongeun    | 형은         | Kim Hyeong-eun   | 김형은           | 28 septembre 1994 | Corée du Sud | Rappeuse principale, danseuse principale, chant, visuel, maknae (la plus jeune) |

## Discographie

### Singles
| Titre                                                                              | Année | Meilleures positions | Ventes | Album   |
| Titre                                                                              | Année | COR                  | Ventes | Album   |
| ---------------------------------------------------------------------------------- | ----- | -------------------- | ------ | ------- |
| "Why Not"                                                                          | 2016  |                      | - COR: | Why Not |
| "—" signifie que l'album ne s'est pas classé ou n'est pas sorti dans cette région. |       |                      |        |         |

### Collaborations
| Titre          | Année | Membre(s)                     | Album/Single        | Note                             |
| -------------- | ----- | ----------------------------- | ------------------- | -------------------------------- |
| "Pick Me"      | 2016  | Genie, Kimi, Say et Hyeongeun | Produce 101         |                                  |
| "Don't Matter" | 2016  | Hyeongeun                     | 35 Girls 5 Concepts | Avec Splendid Rivers & Mountains |